# Christiane Mandelys
Christiane Mandelys, née Clotilde Louise Georgette Marigaux le 3 décembre 1873 à Paris et morte le 18 mai 1957  dans la même ville, est une mime, actrice française de cinéma, scénariste, critique de cinéma et professeure de théâtre.

## Biographie
Fille d'un architecte, Louis-Frédéric Marigaux, Christiane Mandelys fréquente le Conservatoire de Paris et y étudie le mime avec Félicia Mallet. Elle y rencontre Georges Wague avec qui elle forme un duo de pantomimes qui connait rapidement le succès. Elle se produit dans les salons de la Belle époque, fréquente Colette et s'en fait une amie, est saluée par la presse parisienne (Le matin, La justice, La lanterne, Gil Blas, Le petit Parisien…), et court les meilleures scènes (Théâtre des Mathurins, la Bodinière, Gaîté-Montparnasse, Théâtre des Capucines, Théâtre d'Antin, Théâtre Mondain, Théâtre Rabelais, théâtre de la Tour Eiffel, théâtre Grévin, le Grand Guignol, théâtre des Bouffes-Parisiennes, théâtre de Montrouge…). Son succès est tel qu'elle est distinguée comme officier de l'instruction publique en 1907.
La carrière cinématographique de Christiane Mandelys est météoritique (concentrée entre 1907 et 1910) et commence avec Edmond Benoît-Lévy qui produit en 1907 un film de 1 600 m, L'enfant prodigue, mis en scène par Michel Carré pour la Gaumont. Le succès est immense, malgré les commentaires paradoxalement très négatifs du réalisateur sur son propre travail (« Un très mauvais film réalisé avec toute l'ignorance d'un débutant »).
À la Gaumont, elle est engagée par Louis Feuillade qui produit de manière effrénée un film chronophone par semaine. Christiane Mandelys ne se contente pas de jouer dans les films, elle en est souvent l'inspiratrice et la scénariste : « J’ai moi-même imaginé souvent des scénarios de cinéma comme La légende de la fileuse, L’étoile filante, Le fil de la Vierge… Et pensez à mon orgueil : ces pièces-là, imaginées et créées par moi, sont sûres de vivre longtemps. » Elle donne également des scénarios qui sont tournés par Lux, Pathé et Film d'Art. Elle écrit également pour la critique, dans La victoire sous le pseudonyme « Le rat du moulin », puis dans Le film.
En 1920, sans abandonner la critique de cinéma, Christiane Mandelys ouvre une école de théâtre avec Georges Wague dans leur atelier de Pigalle.
Christiane Mandelys décède en 1957 à Paris.

## Filmographie

### Rôles
- 1907 : L'Enfant prodigue de Michel Carré
- 1908 : La Sirène (La Légende de la fileuse) de Louis Feuillade (avec Alice Tissot, Georges Wague et Renée Carl)
- 1909 : Les Filles du cantonnier de Louis Feuillade (avec Renée Carl, Edmond Bréon et Maurice Vinot)
- 1909 : Judith et Holopherne, de Louis Feuillade, avec Renée Carl, Léonce Perret, Alice Tissot et Maurice Vinot
- 1909 : La cigale et la fourmi, de Louis Feuillade, avec Edmond Bréon
- 1909 : La Mort de Cambyse, de Louis Feuillade, avec Alice Tissot et Maurice Vinot
- 1909 : Don Quichotte, d'Émile Cohl, avec Maurice Vinot
- 1909 : Fra Vincenti, d'Étienne Arnaud, avec Alice Tissot
- 1909 : La Chatte métamorphosée en femme de Louis Feuillade (avec Maurice Vinot)
- 1909 : La légende des phares, de Louis Feuillade, avec Renée Carl
- 1909 : La mort de Mozart, d'Étienne Arnaud, avec Renée Carl
- 1909 : Le savetier et le financier, d'Étienne Arnaud, avec Alice Tissot
- 1909 : La possession de l'enfant, de Louis Feuillade, avec Maurice Vinot
- 1909 : La mère du moine, de Louis Feuillade, avec Maurice Vinot
- 1909 : Le printemps, de Louis Feuillade, avec Edmond Bréon, Maurice Vinot, Alice Tissot et Henry Duval. Épisode 1 : L'éveil des sources : L'éveil des nids ; épisode 2: Sur les étangs : L'amour chef d'orchestre ; épisode 3: La becquée : Dans les vergers ; épisode 4: Les jeux et les ris : Floréal
- 1909 : Les heures, de Louis Feuillade. Épisode 1: L'aube, l'aurore, avec Renée Carl ; épisode 2: Le matin, le jour, avec Alice Tissot ; épisode 3: Midi, la vesprée, le crépuscule, avec Georges Wague ; épisode 4: Le soir, la nuit, avec Henry Duval
- 1909 : Idylle corinthienne, de Louis Feuillade, avec Henri Duval
- 1909 : Le collier de la reine, d'Étienne Arnaud, avec Georges Wague
- 1909 : Le huguenot, de Louis Feuillade, avec Maurice Vinot
- 1909 : La bague, de Louis Feuillade, avec Henri Duval
- 1909 : Beaucoup de bruit pour rien, de Roméo Bosetti, avec Maurice Vinot
- 1909 : La berceuse, de Louis Feuillade, avec Maurice Vinot
- 1909 : La boîte de Pandore, de Louis Feuillade, avec Edmond Bréon
- 1909 : La bouée, de Louis Feuillade, avec Renée Carl
- 1909 : La chasse au bois hanté, de Louis Feuillade, avec Georges Wague
- 1909 : La contrebandière, de Louis Feuillade, avec Alice Tissot
- 1909 : La course pédestre, de Louis Feuillade, avec Georges Wague
- 1909 : La croix de l’Empereur, de Louis Feuillade, avec Renée Carl
- 1909 : Le crucifix, de Louis Feuillade, avec Edmond Bréon
- 1909 : Les deux devoirs, d'Étienne Arnaud, avec Alice Tissot
- 1909 : Les deux mères, de Louis Feuillade, avec Maurice Vinot
- 1909 : Les deux sœurs, de Louis Feuillade, avec Renée Carl
- 1909 : Le docteur Carnaval, d'Émile Cohl, avec Edmond Bréon
- 1909 : Le domino rouge, de Louis Feuillade, avec Alice Tissot
- 1909 : L’épave, de Louis Feuillade, avec Edmond Bréon
- 1909 : La fiancée du batelier, de Louis Feuillade, avec Maurice Vinot
- 1909 : La fiancée du pion, d'Étienne Arnaud, avec Alice Tissot
- 1909 : Le fou, de Louis Feuillade, avec Edmond Bréon
- 1909 : L’idée du pharmacien, de Louis Feuillade, avec Renée Carl
- 1909 : La lettre anonyme, de Louis Feuillade, avec Renée Carl
- 1909 : Loin du bagne, de Louis Feuillade, avec Maurice Vinot
- 1909 : Madame Bernard, de Louis Feuillade, avec Alice Tissot
- 1909 : Matelot, de Louis Feuillade, avec Edmond Bréon
- 1909 : Le mensonge de sœur Agnès, de Louis Feuillade, avec Alice Tissot
- 1909 : Le mirage, de Louis Feuillade, avec Renée Carl
- 1909 : Le miroir magique ou hypnotique, de Louis Feuillade, avec Edmond Bréon
- 1909 : La mort de Sire de Framboisy, d'Étienne Arnaud, avec Renée Carl
- 1909 : Le Noël du vagabond, de Louis Feuillade, avec Alice Tissot
- 1909 : Le paralytique, de Louis Feuillade, avec Edmond Bréon
- 1909 : Pauvre chiffonnier, de Louis Feuillade, avec Maurice Vinot
- 1909 : Le Péché d'une mère, de Louis Feuillade, avec Renée Carl
- 1909 : Le petit soldat, de Louis Feuillade, avec Alice Tissot
- 1909 : La princesse d’Ys, d'Étienne Arnaud, avec Renée Carl
- 1909 : Probité mal récompensée, de Louis Feuillade, avec Alice Tissot
- 1909 : Le puits, de Louis Feuillade, avec Maurice Vinot
- 1909 : Rayons et ombres, de Louis Feuillade, avec Renée Carl
- 1909 : La redingote, de Louis Feuillade, avec Georges Wague
- 1909 : Le rêve d’amour, d'Étienne Arnaud, avec Alice Tissot
- 1909 : Simple histoire, de Louis Feuillade, avec Maurice Vinot
- 1909 : Le spadassin, de Louis Feuillade, avec Renée Carl
- 1909 : Le spectre, de Louis Feuillade, avec Edmond Bréon
- 1909 : La tirelire solide, d'Étienne Arnaud, avec Georges Wague
- 1909 : Tu ne tueras point, de Louis Feuillade, avec Georges Wague
- 1909 : Une femme pour deux maris, d'Étienne Arnaud, avec Renée Carl
- 1909 : Un premier amour, de Louis Feuillade, avec Alice Tissot
- 1909 : Vanité, de Louis Feuillade, avec Maurice Vinot
- 1909 : Vers le Pôle Sud, de Louis Feuillade, avec Alice Tissot
- 1909 : Les vieux, de Louis Feuillade, avec Edmond Bréon
- 1909 : Le voile des nymphes, de Louis Feuillade, avec Renée Carl
- 1909 : Voleurs d’enfants de Louis Feuillade (avec Alice Tissot)

### Scénarios
1908 : La légende de la fileuse. Réalisation : Louis Feuillade. Production : Gaumont. Avec Christiane Mendelys, Renée Carl, Alice Tissot, et Georges Wague. Muet, noir et blanc
1909 : L'étoile filante
1910 : Le fil de la vierge. Réalisation : Louis Feuillade. Production : Gaumont. Muet, noir et blanc

### Critiques de cinéma
- Le rat du moulin (Christiane Mandelys), « Le moulin à images », La victoire,‎ 2 janvier 1919
- Le rat du moulin (Christiane Mandelys), « Le moulin à images », La victoire,‎ 9 janvier 1919
- Le rat du moulin (Christiane Mandelys), « Le moulin à images », La victoire,‎ 16 janvier 1919
- Le rat du moulin (Christiane Mandelys), « Le moulin à images », La victoire,‎ 21 février 1919
- Le rat du moulin (Christiane Mandelys), « Le moulin à images », La victoire,‎ 28 février 1919
- Le rat du moulin (Christiane Mandelys), « Le moulin à images », La victoire,‎ 17 mars 1919
- Le rat du moulin (Christiane Mandelys), « Le moulin à images », La victoire,‎ 27 juin 1919
- Le rat du moulin (Christiane Mandelys), « Le moulin à images », La victoire,‎ 17 octobre 1919
- Le rat du moulin (Christiane Mandelys), « Le moulin à images », La victoire,‎ 12 décembre 1919
- Le rat du moulin (Christiane Mandelys), « Le moulin à images », La victoire,‎ 26 décembre 1919